# Veicolo ferroviario

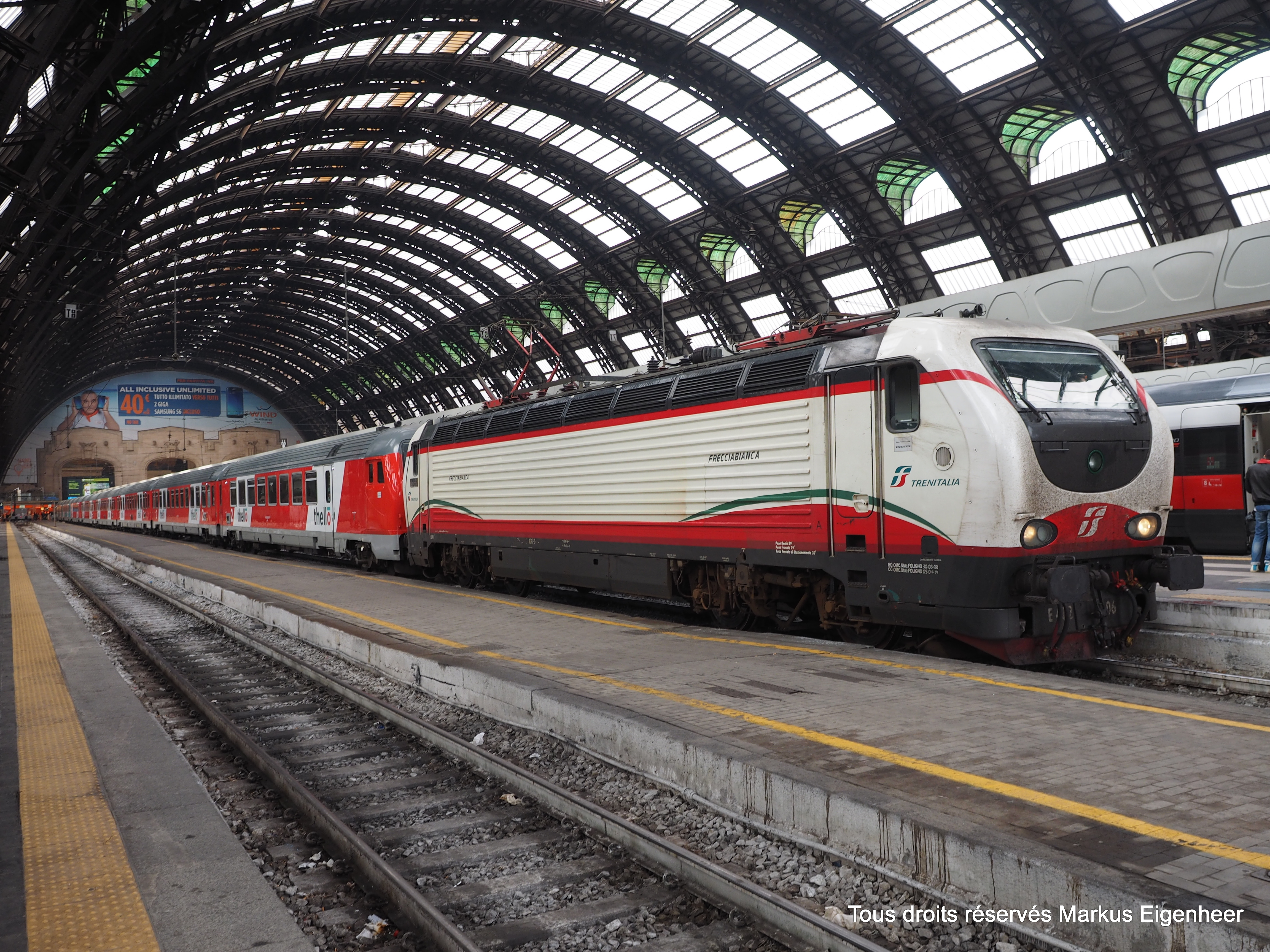
Un treno Milano-Nizza, della ex società Thellō (oggi Trenitalia France), in partenza dalla stazione di Milano Centrale, il 28 aprile 2015. In testa c'è la locomotiva elettrica FS E.402.106, seguita dalle carrozze viaggiatori della ex società Thellō. La locomotiva appartiene al sottoinsieme dei materiali di trazione (o veicoli motori), mentre le carrozze appartengono al sottoinsieme del materiali da viaggiatori (o veicoli trainati per il trasporto di viaggiatori).

Nella tecnica e nell'organizzazione delle ferrovie  si definiscono veicoli i rotabili che costituiscono gli elementi dell'insieme del materiale mobile (o materiale rotabile).
In tale definizione sono compresi i mezzi di trazione (o materiali di trazione, o materiali motori, o unità di trazione), comprendenti le locomotive e gli automotori, le automotrici e gli autotreni; e il materiale rimorchiato, che è adibito al trasporto di viaggiatori (carrozze o vetture passeggeri), di bagagli (bagagliai), di posta (ambulanti postali), di merci (carri), o di attrezzi e materiali per la manutenzione dell'infrastruttura ferroviaria o di altri materiali rotabili (carri gru, carri officina, carri soccorso).
Nel linguaggio corrente, e a volte anche in quello della divulgazione, si comprendono tra i veicoli anche i tender delle locomotive a vapore. Parti comuni a tutti i veicoli ferroviari sono la parte non sospesa, costituita dal rodiggio (eventualmente coi carrelli). e la parte sospesa. Quest'ultima comprende il telaio, gli organi di trazione e di repulsione, il sistema di frenatura e la cassa.
Un treno è composto da uno o più veicoli, comprensivo di unità di trazione con relativi comandi di controllo (banco e cabina di guida), e quindi in grado di muoversi autonomamente.

### Veicoli bimodali

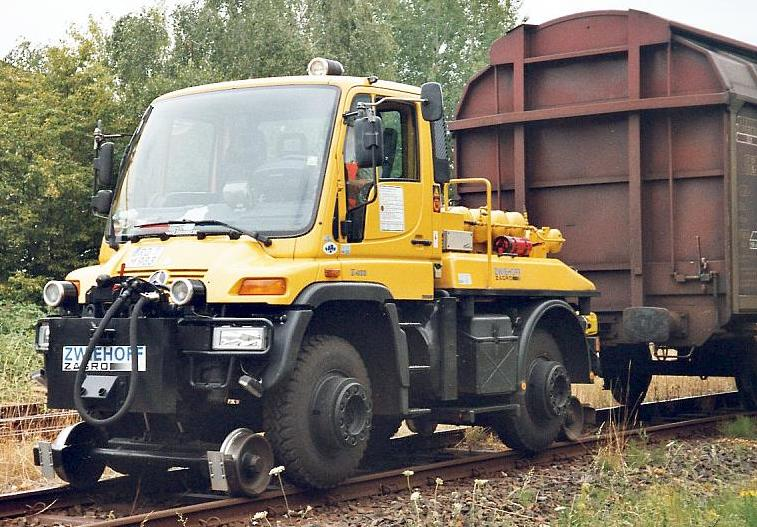
Unimog U-400 bimodale

## Tipologie di veicoli ferroviari

### Mezzi di trazione
Per le distinzioni terminologiche vedasi anche Mezzo di trazione ferroviario.
I mezzi di trazione vengono distinti anzitutto per il tipo di servizio effettuato.
- Locomotiva per il servizio di linea
- Locomotiva per il servizio di manovra

#### Locomotive e automotori
La suddivisione considera il tipo di trazione (in particolare il motore primo: va tenuto presente che i veicoli possono avere più motori di più tipi, come nel caso delle locomotive Diesel con trasmissione elettrica)
- Locomotiva a vapore e tender
- Locomotiva a turbina
- Locomotiva termica
- Locomotiva elettrica

#### Automotrici e autotreni
- Automotrice termica ed elettromotrice
- Autotreno termico ed elettrotreno

### Materiale rimorchiato
- per trasporto di viaggiatori
  - carrozze (o vetture passeggeri)
  - Bagagliai
  - Postali
- per trasporto di merci
  - carri
- di servizio
- per la manutenzione dell'infrastruttura ferroviaria o di altri materiali rotabili (carri gru, carri officina, carri soccorso)[1][2][3][4].